# Ben Zemanski
Ben Zemanski est un joueur puis entraîneur américain de soccer né le 12 mai 1988 à Akron en Ohio. Il évolue au poste d'entraîneur adjoint avec les Riverhounds de Pittsburgh en USL.

## Biographie
Zemanski rejoint l'Université d'Akron dans sa ville natale. Il rejoint l'équipe des Akron Zips en NCAA, une des meilleures équipes de soccer universitaire du pays.
Il est repêché en 47e position par le Chivas USA lors de la MLS SuperDraft 2010.
Le 13 février 2013, il est échangé aux Timbers de Portland contre un allocation monétaire et les droits sur Jonathan Bornstein. 

## Palmarès
Vierge